# Kanalizacija
Kanalizacija je sustav odvodnje otpadnih voda, oborinskih voda ili potencijalno štetnih tekućina kroz podzemne kanale. 
Kanalizacijske mreže sprječavaju širenje zaraznih bolesti. 

## Vanjske poveznice
|  | Zajednički poslužitelj ima još gradiva o temi Kanalizacija |